# Alchemilla angustata
Alchemilla angustata är en rosväxtart som beskrevs av Fröhner. Alchemilla angustata ingår i släktet daggkåpor, och familjen rosväxter. Inga underarter finns listade i Catalogue of Life.